# O gajowym Robatku i jeleniu Wietrzynku
O gajowym Robatku i jeleniu Wietrzynku / O gajowym Robatce i jeleniu Wietrzynosku (cz. O hajném Robátkovi a jelenu Větrníkovi) – czechosłowacki serial animowany z 1978 roku w reżyserii Ladislava Čapka. Oparty na podstawie książki Václava Čtvrtka O gajowym Chrobotku i jeleniu Wietrzniku. Serial liczy 13 odcinków.

## Wersja polska
W Polsce serial emitowany był w ramach Wieczorynki na TVP 1 w 1993 roku pod nazwą O gajowym Robatce i jeleniu Wietrzynosku.
- Wersja polska: Studio Opracowań Filmów w Łodzi
- Reżyseria: Grzegorz Sielski
- Tekst: Elżbieta Włodarczyk
- Dźwięk: Anatol Łapuchowski
- Montaż: Henryka Gniewkowska (1–7), Janina Michalska (8–13)
- Kierownictwo produkcji: Edward Kupsz

Źródło:

## Spis odcinków
- 1. Przejście do nowego lasu / Jak Robátko odešel z lesa do lesa / Jak Chrobotek odszedł z lasu do lasu[3]
- 2. Groźny niedźwiedź Ryczygrad / Jak medvěd Hromburác kácel a zas kácel
- 3. Pan Baryła i krety / Jak pan Kotrč poslal krtky
- 4. Ślubny bukiet / Jak pan Kotrč natrhal Josefce svatební kytku
- 5. Zajęcie gajówki / Jak pan Kotrč zasedl hájovnu
- 6. Podstęp wodnika Barbary / Jak to všechno viselo na posledním zeleném vlákýnku
- 7. Poszukiwanie cudownego kamienia / Jak divoké prase Karbous napravovalo skalku
- 8. Królicze wojsko / Jak zachránili maršálka Šuchaje
- 9. Wodnik Barbara zmienia imię / Jak dali vodníkovi Barborovi jméno Bonifác
- 10. Weselny placek / Jak pekli buchty a nevěděli, že jsou svatební
- 11. Przebiegła lisica / Jak udělali hanbu lišce Metýnce
- 12. Powrót pana Baryły / Jak se pan Kotrč vrátil od třetího moře
- 13. Radość w nowym lesie / Jak se pan Kotrč odkutálel

Źródło:

## Literatura
- Václav Čtvrtek, O gajowym Chrobotku i jeleniu Wietrzniku, Nasza Księgarnia, Warszawa 1986.